# ICANN
Az ICANN (Internet Corporation for Assigned Names and Numbers) egy nonprofit részvénytársaság, amelyet 1998-ban hoztak létre olyan, az internettel kapcsolatos feladatok ellátására, amelyet korábban más szervezetek (főként az IANA) láttak el közvetlenül az Amerikai Egyesült Államok kormányának megbízásából. A cég székhelye a kaliforniai Marina del Reyben található.
Feladata általánosságban az IP-címek és a tartománynevek (köztük a legfelső szintű tartományok) elosztásának felügyelete.

## Fordítás
- Ez a szócikk részben vagy egészben az ICANN című angol Wikipédia-szócikk ezen változatának fordításán alapul.  Az eredeti cikk szerkesztőit annak laptörténete sorolja fel. Ez a jelzés csupán a megfogalmazás eredetét és a szerzői jogokat jelzi, nem szolgál a cikkben szereplő információk forrásmegjelöléseként.

## Külső hivatkozások
- Hivatalos honlap (angol)